# Benedetto Tola

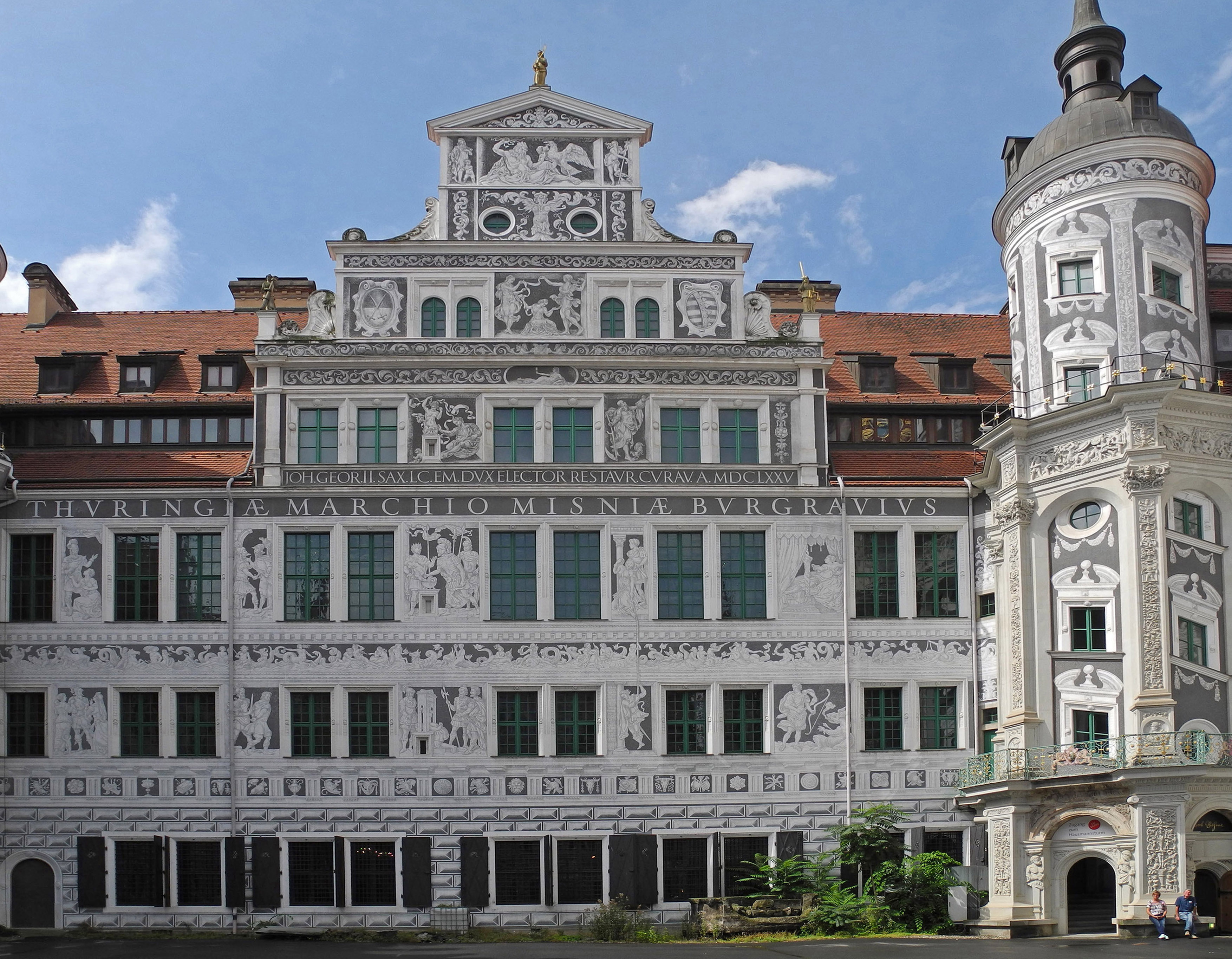
Rekonstruierte Sgraffiti im Großen Schlosshof des Dresdener Residenzschlosses nach dem Entwurf von Benedetto Tola um 1550/55

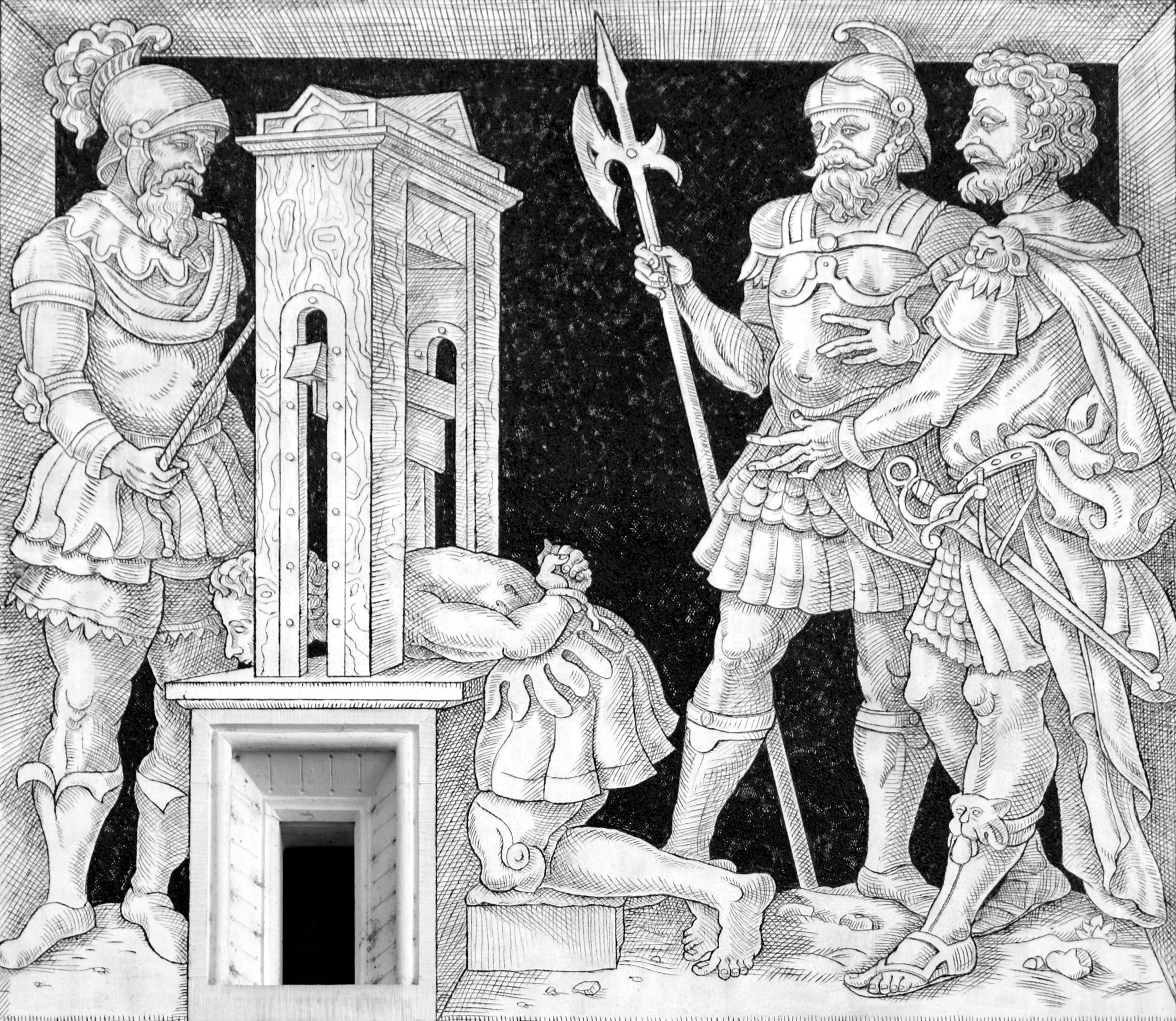
Rekonstruiertes Sgraffito im Großen Schlosshof des Dresdener Residenzschlosses nach dem Entwurf von Benedetto Tola um 1550/55: Titus Manlius Torquatus wird wegen militärischem Fehlverhalten enthauptet

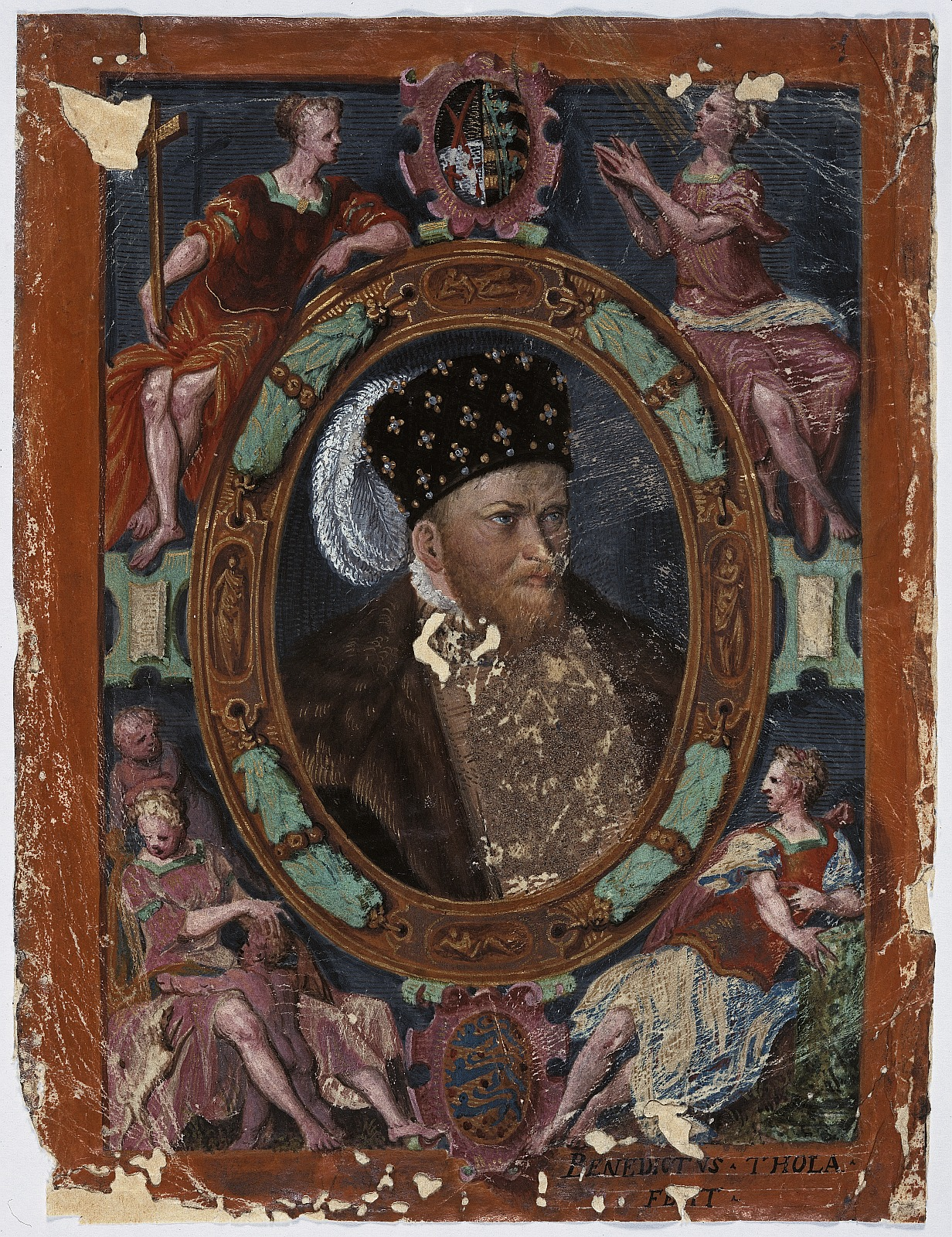
Von Benedetto Tola gemaltes Porträt von Kurfürst August von Sachsen (um 1560)

Benedetto Tola (auch: Benedikt Tola, Benedikt Thola, * vor 1525 in Brescia, Italien; † 1. Februar 1572 in Dresden) war ein italienischstämmiger Maler und Musiker der Renaissance, der zusammen mit seinen zwei Brüdern am sächsischen Hof in Dresden wirkte.

## Leben
Benedetto Tola hat seine Lehrjahre als Maler vermutlich zusammen mit seinem Bruder Gabriele in der Werkstatt ihres Vaters Paolo Tola (geb. 1490) in Brescia verbracht. Nach stilistischen Kriterien lässt sich schließen, dass Benedetto danach in der Werkstatt des Alessandro Moretto weiter ausgebildet wurde, von dem er den Stil seiner gelängten Figuren übernahm. Am 13. November 1548 schloss Benedetto einen Dienstvertrag bei dem Maler Girolamo Romanino, den er am 15. Mai 1549 auflöste. Der Grund war vermutlich die Aufnahme des Dienstes bei dem sächsischen Kurfürsten Moritz, der damals Trient, Mantua, Ferrara, Mailand und Venedig bereiste und die Erweiterung seines Residenzschlosses in Dresden plante.
Noch im gleichen Jahr wurde Benedetto Tola zusammen mit seinen Brüdern Gabriel und Quirin (Trompeter) durch den Fürstbischof von Trient, Cristoforo Madruzzo, von Brescia nach Dresden an den kursächsischen Hof entsandt, wo sie als Musiker, aber Benedetto und Gabriele auch als Maler arbeiten sollten. Benedetto gründete in Dresden eine Malerwerkstatt, die auch ausbildete, so den Maler Heinrich Peters. Benedetto Tola kann als offizieller Hofmaler der sächsischen Kurfürsten Moritz und seines Nachfolgers August bezeichnet werden. Vor allem in den 1550er Jahren arbeiteten Benedetto und Gabriele intensiv an der bildlichen Ausstattung des Dresdener Schlosses und lieferten auch Entwürfe für Ausstattungsstücke wie den Schlosskapellenaltar, die Schlosskapellenorgel und das Kenotaph für Kurfürst Moritz in Freiberg.
Immer wieder kehrten die Brüder Tola für kurze Zeit nach Brescia zurück, so z. B. Bendetto im Jahr 1550, um einen Bevollmächtigten für seine Finanzangelegenheiten zu benennen.
Die Tola-Brüder wirkten als erste Instrumentalisten der kurfürstlichen Hofkapelle.
Erhalten geblieben ist ein Briefwechsel mit dem Kurfürsten nach achtjähriger Dienstzeit am Dresdner Hof, in denen Versorgungsansprüche und Auftragsarbeiten behandelt werden.
Benedetto Tola war mit Helene vermählt, einer Tochter des Jacobus Bruni de Purgorio und dessen Frau Katharina (geborene Durata, † 1580).
Die Tochter Agnesia (1551–ca. 1621) heiratete den Kapellmeister Antonio Scandello (1517–1580). Ein Sohn war der Trompeter Orazio Tola, der bis 1601 nachweisbar ist.
Benedetto Tola starb am 1. Februar 1572 in Dresden und fand in einem Schwibbogengrab auf dem Frauenkirchhof seine Ruhestätte.

## Werke
- um 1550–1555: Sgraffito-Dekorationen des ab 1548 erweiterten Residenzschlosses (heute rekonstruiert)
- um 1554: Ausmalung des Riesensaals im Dresdener Schloss. Dort sechs der zwölf riesenhaften Kriegerfiguren und das Wandgemälde der „drei Männer im Feuerofen“ (1627 von Valentin Wagner vor ihrer Zerstörung in Zeichnungen kopiert)[5]
- 1554: Entwurf für den in den Niederlanden gefertigten Alabasteraltar für die Schlosskapelle des Dresdener Residenzschlosses (1662 nach Torgau transferiert, 1945 beschädigt, heute wieder in der Torgauer Schlosskapelle)[6]
- um 1555: Farbige Fresken in der Loggia des Hausmannsturms des Dresdener Residenzschlosses (zur Zeit im Prozess der Rekonstruktion). Zuschreibung.
- 1555: Entwurf für das Moritzmonument in Dresden (Zuschreibung, vielleicht in Zusammenarbeit mit seinem Bruder Gabriele)[7]
- um 1555: vermuteter Passionszyklus für die Schlosskapelle des Dresdener Residenzschlosses (nicht erhalten). Erhalten sind vier Nachstiche von Heinrich Peters 1558 nach den Vorlagen Benedetto Tolas und eine eigenhändige Zeichnung, eine signierte Zeichnung in Dessau ist ein Kriegsverlust.
- 1556: Entwurf für das Mittelrelief der Eichentür des Schlosskapellenportals mit der Szene von Christus und der Ehebrecherin. Ausführung durch den Hoftischler und Bildschnitzer Georg Fleischer der Ältere (Zuschreibung, das Original heute in der Museumsausstellung im Schloss)[8]
- 1559: (zusammen mit seinem Bruder Gabriele) Entwurf für das Kenotaph von Kurfürst Moritz, nach dem zunächst ein Holzmodell gefertigt und dessen Ausführung 1563 aufgestellt wurde.[9]
- 1563: Entwurf für die Orgel der Dresdener Schlosskapelle in strengen klassischen Formen, der vom Orgelbauer abgelehnt wurde (SächsHStA Loc. 35 822).[10]

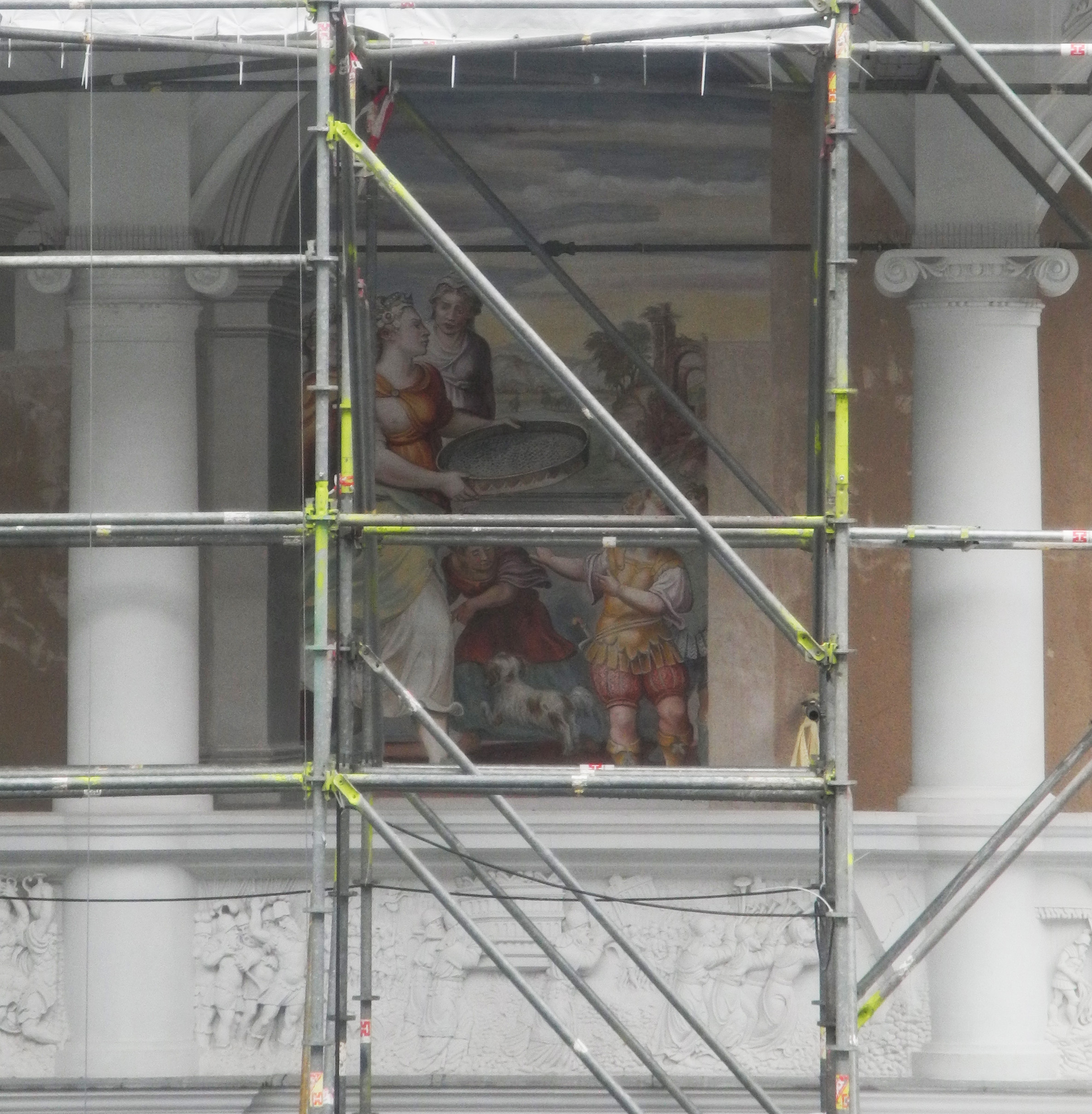
Rekonstruiertes Wandbild der Tola-Brüder im Altan des Dresdener Residenzschlosses (um 1555)
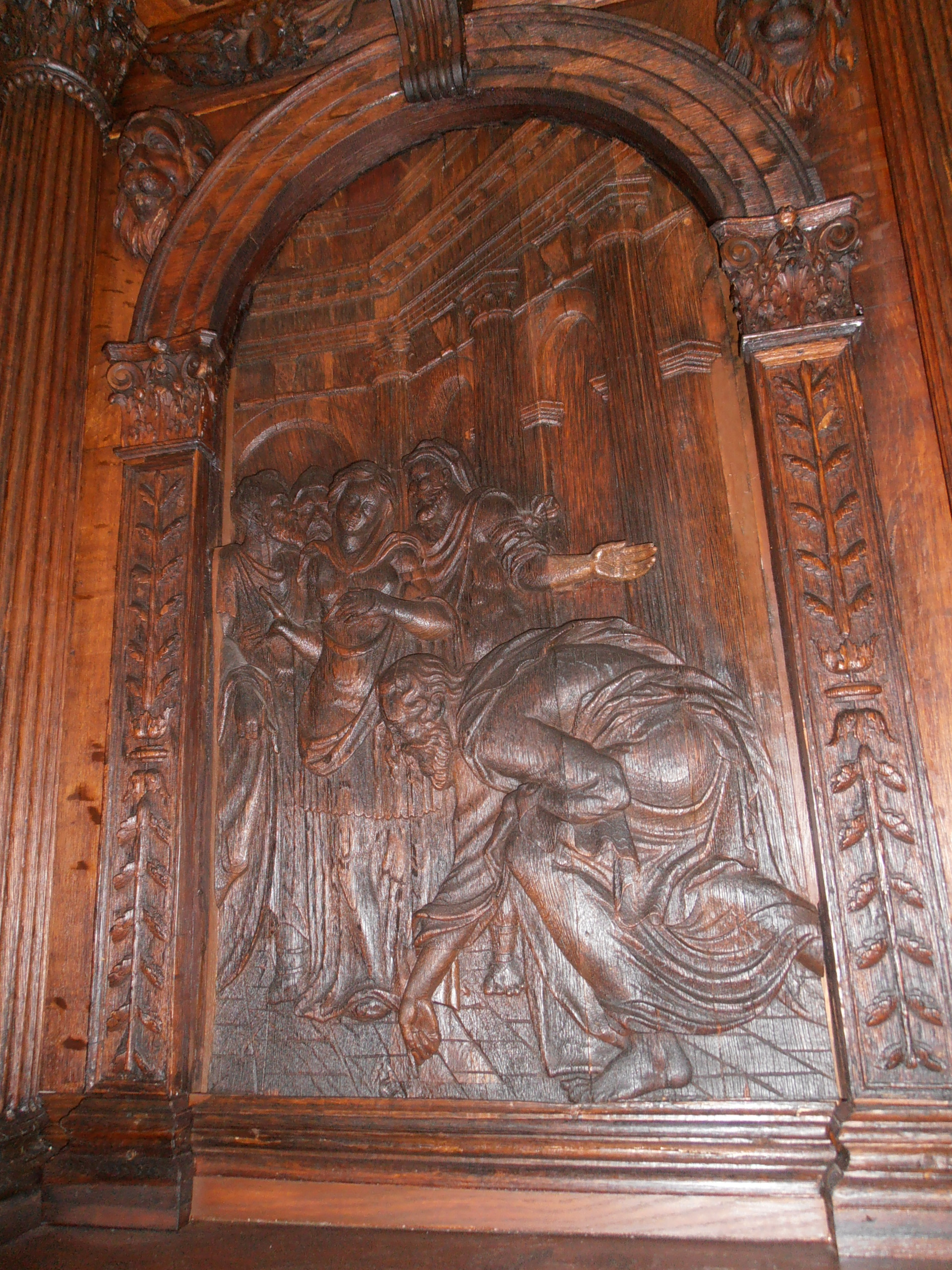
Mittelrelief der Eichentür des Dresdener Schlosskapellenportals mit der Szene von Christus und der Ehebrecherin (dat. 1556)
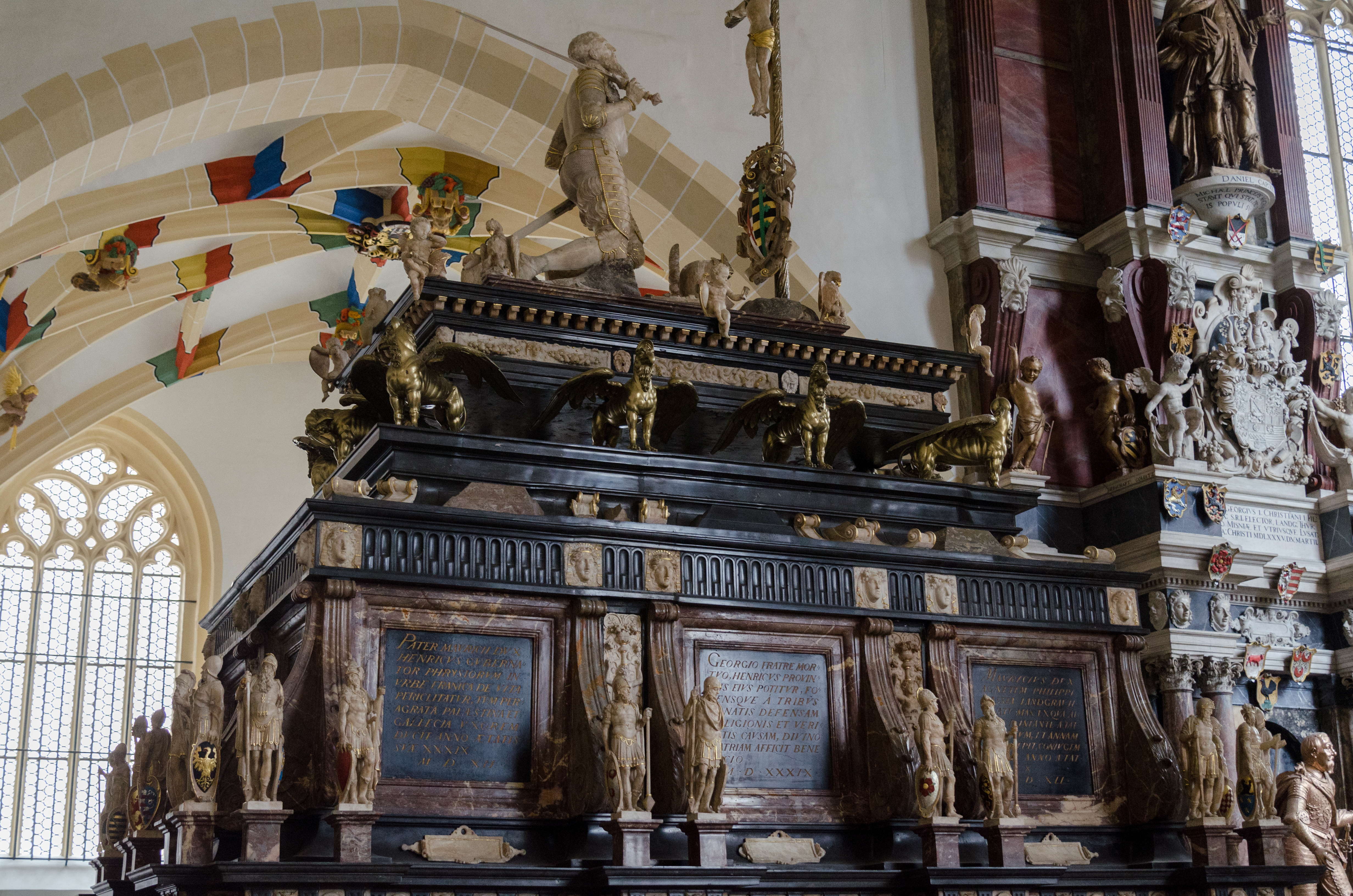
Kenotaph des Moritz von Sachsen im Freiberger Dom (Entwurf 1559, Aufstellung 1563)